# Hypnomys morpheus
Hypnomys morpheus és una rata cellarda (o rata sarda) gimnèsica extinta. Es tracta de la rata cellarda autòctona que habitava Cabrera, Mallorca i Menorca abans de l'arribada dels humans. Fou descrita per Miss Dorothea Minola Bate el 1918.
Era més grossa que l'actual rata cellarda de les Gimnèsies (Eliomys quercinus, introduïda pels humans a les illes en època prehistòrica). La llargada del seu cap i cos era aproximadament de 17–18 cm. Pesava 230 grams.
El seu depredador principal era l'òliba gegant, també extinta. S'extingí possiblement després de l'arribada dels humans, ara fa entre 4.000 i 5.000 anys.